# Francis Lubbock
Francis Richard Lubbock (16 de outubro de 1815, Beaufort — 22 de junho de 1905, Austin) foi o 9º governador do Texas, de 7 de novembro de 1861 a 5 de novembro a 1863.